# Санборн (Ајова)
Санборн (енгл. Sanborn) град је у америчкој савезној држави Ајова. По попису становништва из 2010. у њему је живело 1.404 становника.

## Демографија
Према попису становништва из 2010. у граду је живело 1.404 становника, што је 51 (3,8%) становника више него 2000. године.
| Група             | 2000.         | 2010.         |
| Белци             | 1.341 (99,1%) | 1.360 (96,9%) |
| Афроамериканци    | 1 (0,1%)      | 7 (0,5%)      |
| Азијати           | 0 (0,0%)      | 2 (0,1%)      |
| Хиспаноамериканци | 6 (0,4%)      | 32 (2,3%)     |
| Укупно            | 1.353         | 1.404         |